# Playas de Xan-Xún y Las Llanas
Las playas de Xan-Xún y Las Llanas se encuentran en el concejo asturiano de Muros de Nalón (España) y pertenecen a la localidad de Llodrera, la primera empezando por el oeste.
Las playas de Xan-Xún y Las Llanas tienen forma lineal siendo la primera, que está más al oeste, un pedrero y la de Las Llanas es de arena. El grado de ocupación es bajo en la primera y en la segunda es alto llegando a ser masivo los fines de semana.

## Descripción

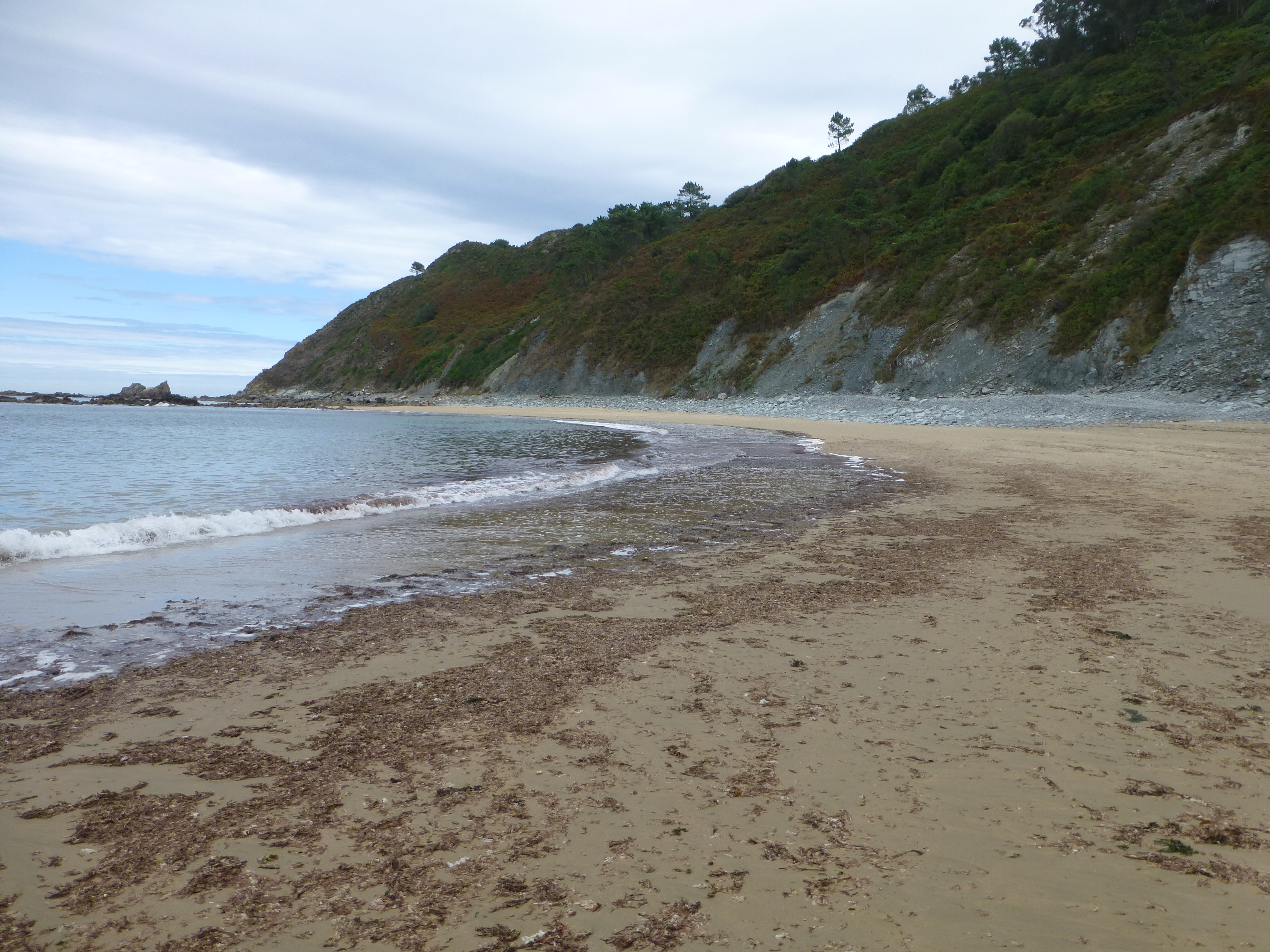
Playa de Las Llanas desde el Oeste.

Son unas de les pocas playas de la Costa Central asturiana que presentan protección desde el punto de vista medioambiental, estando catalogadas como ZEPA, LIC.
Para acceder a estas playas hay que tener en cuenta las horas de la pleamar, ya que la playa de Xan-Xún queda cubierta por las aguas en estos momentos y lo mejor es utilizar el acceso a Las Llanas por unas escaleras que comienzan al final del camino peatonal. En estas escaleras, también en el camino hay que tener una cierta precaución si hubiera llovido pues ambos, camino y escaleras se ponen muy resbaladizos.
Para acceder a la playa de Las Llanas, que tiene su cierta complicación, lo mejor es preguntar por el hotel Las Llanas. Allí pueden dar una indicación fácil de seguir para acceder a estas playas. Los días festivos y fines de semana tienen una afluencia masiva. Cerca de estas playas pasa la «senda Norte». Tiene servicio de socorrismo, aparcamiento, área recreativa de Las Llanas y como actividad recomendada está la pesca submarina; se practica el naturismo.